# Telgopor (canción)
"Telgopor" es una canción compuesta e interpretada por el músico argentino Luis Alberto Spinetta que se encuentra en el álbum A 18' del sol de 1977, tercer álbum solista y 10º en el que tiene participación decisiva. El tema está inspirado en el tecladista Diego Rapoport.

## El tema
El tema está inspirado y fue compuesto por Spinetta para el tecladista Diego Rapoport. El nombre de la canción fue elegido precisamente porque a Spinetta la palabra "telgopor" le sugería la misma sonoridad que "Rapoport":

Lo compuso para él, y si se terminó llamando ‘Telgopor’ es sólo porque es una palabra con una sonoridad parecida a la de su apellido.
Carlos Alberto "Machi" Rufino

Diego Rapoport fue el músico que introdujo a Spinetta en la música jazz en 1977.